# Volby do Evropského parlamentu v Rakousku 2009

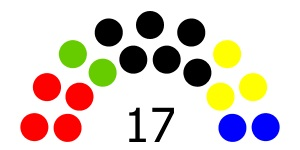
Rozdělení 17 rakouských mandátů v Evropském parlamentu po volbách do Evropského parlamentu roku 2009

Volby do Evropského parlamentu 2009 v Rakousku proběhly v neděli 7. června. Na základě výsledků voleb bylo zvoleno 17 rakouských zástupců v Evropském parlamentu s mandátem do roku 2014.

## Výsledky voleb
Výsledky voleb byly následující:
| Partei           | Výsledek voleb | Změna oproti roku 2004 | Získaných křesel |
| ---------------- | -------------- | ---------------------- | ---------------- |
| ÖVP              | 30,0 %         | - 2,7 %                | 6 (+/- 0)        |
| SPÖ              | 23,7 %         | - 9,6 %                | 4 (- 3)          |
| Liste Dr. Martin | 17,7 %         | + 3,7 %                | 3 (+ 1)          |
| FPÖ              | 12,7 %         | + 6,4 %                | 2 (+ 1)          |
| GRÜNE            | 09,9 %         | - 3,0 %                | 2 (+/- 0)        |
| BZÖ              | 04,6 %         | -                      | 0                |
| JuLis            | 00,7 %         | -                      | 0                |
| KPÖ              | 00,7 %         | - 0,1 %                | 0                |